# Sassula concolor
Sassula concolor är en insektsart som först beskrevs av Walker 1870.  Sassula concolor ingår i släktet Sassula och familjen Nogodinidae. Inga underarter finns listade i Catalogue of Life.